# Challenger de San Juan 2012
El torneo Copa San Juan Gobierno 2012 es un torneo profesional de tenis. Pertenece al ATP Challenger Series 2012. Se jugó su 1ª edición sobre superficie de tierra batida, en San Juan (Argentina) entre el 8 y el 14 de octubre de 2012.

## Cabezas de serie

### Individuales
| Tenista                | Ranking | No. |
| Leonardo Mayer         | 82      | 1   |
| João Sousa             | 101     | 2   |
| Guido Pella            | 121     | 3   |
| Horacio Zeballos       | 124     | 4   |
| Guillaume Rufin        | 129     | 5   |
| Rogério Dutra da Silva | 131     | 6   |
| Frederico Gil          | 132     | 7   |
| Martín Alund           | 135     | 8   |

- Se toma en cuenta el ranking ATP del 1 de octubre de 2012.

## Campeones

### Individual Masculino
- Thiemo de Bakker derrotó en la final a  Martín Alund por 6-2, 3-6, 6-2.

### Dobles Masculino
- Martín Alund /  Horacio Zeballos derrotaron en la final a  Nicholas Monroe /  Simon Stadler por 3–6, 6–2, [14]-[12].